# توماس هانسن (لاعب كريكت)
توماس هانسن (25 مارس 1976 بغلوستروب في الدنمارك - ) هو مصرفي ولاعب كريكت دانمركي. شارك مع منتخب الدنمارك الوطني للكريكت. أما مع النوادي، فقد لعب مع نادي مقاطعة هامبشاير للكريكت ‏.

## وصلات خارجية
- توماس هانسن على موقع إي آس بي آن كريك إنفو (الإنجليزية)